# 牧野之战
牧野之战就考古學而論，是中国历史上可證實的最早的战争。周武王十一年（西元前1046年），周人乘殷商主力東征东夷時，出兵攻伐殷商。殷商在此戰戰敗，帝辛（紂）自盡，商朝滅亡。后世稱「武王克殷」、「武王克商」、「武王伐紂」。

## 戰爭經過
商朝末期，周武王十一年（西元前1046年）一月二十六日，周武王趁殷商主力遠征東夷之時，在太公呂尚等人輔佐下，以兵車三百乘，虎賁（精銳武士）三千人，总兵力共四萬五千人，東進突袭商朝。臨行前，鱼辛谏阻。
二十一日，周軍抵達孟津，與庸、盧、彭、濮、蜀、羌、微、髳等方國部落部隊會合。二十八日，周军由孟津冒雨東進，從汜地渡过黄河，至百泉，疾往商朝行在朝歌。
二月二十六日，周軍抵達牧野。二十七日清晨，周軍莊嚴誓師，歷数帝辛种种暴行。誓師結束後，武王下令發起總攻擊，先遣呂尚領數百名精銳部隊出擊，後武王亲率主力跟进冲杀，大破商軍。帝辛見大勢已去，回朝歌，登鹿台自焚而死。

## 戰爭結果
《逸周書·世俘》記載牧野之戰周軍大获全胜，后繼續征伐其他列国，共灭99国，征服652国，擊斃十八萬人，生俘三十三萬人，並驅逐商朝大將飛廉于海濱。此外，周軍還捕獵了犀牛、虎、熊、鹿等動物，获取了大量的珠寶財物，使参战者每人都能裝配盔甲，並保留武庚的封地。

## 考證
年代
關於武王伐紂的年代在過去在研究上有45種說法（從前1130年—前1018年都有）。
- 根據《國語》記載伶州鳩說：“昔武王克商，歲在鶉火，月在天駟，日在析木之津，晨在斗柄，星在天”，可推定為公元前1046年。歷史學家何炳棣認為鶉火是“東周的洛陽，绝不会是几百年前西周在陕西的丰镐两京”。[14]何炳棣還認為“歲在鶉火”之說缺乏邏輯的合理性，[15]並且指出西周尚無二十八宿與十二次的觀念。[16]
- 据《竹書紀年》記載推测公元前1027年。何炳棣認為《古本竹书纪年》伐纣是公元前1027年最为可信。[17]
- 《子》卷下记载：“武王伐纣，鱼辛谏曰：‘岁（木星）在北方不北征。’武王不从。”荀子《儒效篇》说：“武王之诛纣也，行之日以兵忌，东面而迎太岁。”《淮南子‧兵略训》也载：“武王伐纣，东面而迎岁。”根據計算得出公元前1045年12月3日的日期。
- 《利簋》铭曰：“珷征商，隹甲子朝，岁鼎克昏辰，夙又商”。大意是：周武王征伐殷商，在甲子日这一天，岁星（木星）同昏星与辰星（金星和水星）三星鼎足。由此推断牧野之战是发生在公元前1046年1月20日早晨6、7点钟。
- 明代黃道周的戊子歲（紀元前1053年）之說[18]。
- 黄宗羲的《历代甲子考》与《答朱康流论历代甲子书》以武王克商为己卯岁（前1062年），并多次与朱朝瑛辩之[19]。
- 张闻玉等《西周纪年研究》(2010.9)推定為公元前1106年。
- 夏商周断代工程依《國語》“歲在鶉火”，确定为公元前1046年1月20日。
- 1998年12月20日断代工程会议上江晓原结论，武王克商是前1044年1月9日。[20]
- 2019年，張鵬程用電腦對天象進行推算並結合出土材料，認為武王始伐商為前1046年，克商為前1044年1月9日，伐商戰爭持續2年。該說認為《國語》“歲在鶉火”應理解為伐商始年而非最終克商年。[21]

假定的武王克商日程表
- 一月癸巳（廿六日）　武王自周興師。
- 二月戊午（廿一日）　周師渡盟津，武王作太誓。
- 二月癸亥（廿六日）　夜，周師佈陣於牧野。
- 二月甲子（廿七日）　早，武王在牧野作牧誓，衝殺當即得勝。昏，周佔有商都，殷王紂自焚死，俘殷臣一百人。
- 三月丁卯（初一日）　呂望奉命戰勝殷臣方來[22]，歸來獻俘。
- 三月戊辰（初五日）　武王在牧晴祭祀文王，宣布政令。
- 三月壬申（初六日）　呂他奉命戰勝越戲方，歸來獻俘。
- 三月辛巳（十五日）　侯來奉命戰勝殷臣靡集於陳，歸來獻俘。
- 三月甲申（十八日）　百弇奉命率虎賁戰勝衛（即豕韋），歸來獻俘。
- 四月庚子（初四日）　武王命令陳本伐磿，百韋伐宣方，新荒伐蜀。
- 四月乙巳（初九日）　陳本、新荒戰勝磿、蜀歸來，向武王報告擒霍侯、艾侯、佚侯、小臣等四十六人等。百韋戰勝宣方歸來，向武王報告擒獲宣方之君等。百韋又奉命伐厲，後又歸來獻俘。
- 四月辛亥（十五日）到乙卯（十九日）　武王在牧野築室，向祖先舉行獻捷禮。
- 六月庚戌（十二日）(？)　武王在周廟向祖先舉行獻殷馘俘禮。
- 六月辛亥（十五日）(？)　武王祭祀天位。
- 六月乙卯（十九日）(？)　武王在周廟舉行獻殷屬國的馘俘禮。

以上武王克商日程表，是據王國維《觀堂集林》卷一〈生霸死霸考〉排定的。六月的三個日子，王國維排定在四月，顧頡剛認為《世俘》記「四月」絭於周廟是「六月」之誤。
殷商軍隊人數
關於參與牧野之戰的殷商軍隊人數與組成，至今仍眾說紛紜。《詩經》上稱“殷商之旅，其會如林”，未記明人數。《史记•周本纪》則记载商军达七十万之众，然另有一说參與此戰的殷商軍隊約十七万人。此外，周人宣傳殷商方武裝大量战俘迎戰周師，然尚未證實。
戰況
據《尚書·周書·武成》記載，此戰商軍傷亡慘重，血流漂杵。然孟子觀《尚書·周書·武成》後不予認同，感嘆：“盡信書，不如無書，吾於武成，取二、三策而已矣。仁人無敵於天下；以至仁伐至不仁，而何其血之流杵也！“
漢朝王充則评说：“察《武成》之篇，牧野之战，血流浮杵，赤地千里。由此言之，周之取殷，与汉、秦一实也。而云取殷易，兵不血刃，美武王之德，增益其实也。”
殷商敗因
據《史記·殷本纪》及《逸周书·世俘》記載，帝辛於戰後登鹿台自焚而死。然另有一說，據戰國時期成書的兵書記載，將帝辛為周軍所斬，首級被掛到白旗上。因此不排除商朝在牧野之戰真正的敗因，是主帥帝辛已經戰死，導致軍隊混亂、失去戰鬥能力。
無奴派認為，奴隶倒戈一说是现代有奴派学者强行臆断的说法，然而实际上，商朝并不是奴隶社会而是氏族封建社会，商代通常并不把战俘转化为奴隶而是以直接杀掉用于祭祀或者直接转化为“王化之民”为主，故而商代士兵的主体不可能是奴隶，也不可能武装数十万的军队。史书所记载的“军队倒戈”的原因究竟是东夷战俘未被完全收服因此哗变，还是反对帝辛的守旧派贵族势力趁机带领的倒戈（当时军队的将领是由各级贵族担任的），还未能有定论。
殷商殘餘部隊
牧野之战后，殷商東征的主力軍隊未返國參戰，下落不明。

### 引用
1. ↑  《左传》載：“纣克东夷而损其身”
2. ↑  刘向《说苑》
3. ↑  《國語》
4. ↑  劉次沅 《從天再旦到武王伐紂: 西周天文年代問題》
5. ↑  《史记·周本纪》載：“武王率戎车三百，虎贲三千人，甲士四万五千人，以东伐纣。”《吕氏春秋·贵因》篇載：“武王选车三百，虎资三千，朝要甲子之前，而纣为禽”。
6. ↑  《子》載：“武王伐纣，鱼辛谏曰：岁在北方不北征”
7. ↑  《吕氏春秋·贵因》載：“武王至鲔水（孟津附近），天雨雪，日夜不休，武王疾行不辍。军师皆谏日：‘卒病，请休之。’”
8. ↑  《说文》載：“牧野，朝歌南七十里地”。
9. ↑  《尚書·周書·武成》
10. ↑  《尚書·周書·武成》載:“……甲子昧爽，受率其旅若林，會於牧野。罔有敵於我師，前途倒戈，攻於後以北，血流漂杵。”
11. ↑  《史記·殷本纪》載：“甲子日，纣兵败。纣走入（朝歌），登鹿台，衣其宝玉衣，赴火而死”。
12. ↑  《逸周书·世俘》載：“甲子夕，纣取天智玉琰五，环身以自焚”。
13. ↑  江曉原、鈕衛星：《回天——武王伐紂與天文歷史年代學》列出44種不同的說法，年代最早的为公元前1130年，最晚的为公元前1018年，前后相差112年，這包含了日本学者7种，美国学者7种，英国、瑞典、韩国学者各1种。但此書忽略了黄道周的《三易洞玑》卷十：“戊子岁（前1053年）”之说。
14. ↑  何炳棣：《读史阅世六十年》，第73页
15. ↑  何炳棣、劉雨合撰〈「夏商周斷代工程」基本思路質疑─古本《竹書紀年》史料價值的再認識〉：“伶州鳩這段話所記的星象詞句是典型的星象家的星占說，用春秋時代的人伶州鳩的口講出戰國人編造的故事來，這本身就近於胡言亂語。他所述的星象多是肉眼看不到，只能是推算出來的。”
16. ↑  何炳棣、劉雨：〈夏商周断代工程基本思路质疑〉
17. ↑  《读史阅世六十年》，第73页
18. ↑  黃道周：《三易洞璣》卷十
19. ↑  《四库提要‧历代甲子考》称：“鲁隐公以上甲子，《汉志》与《史记》不同。黄道周主《史记》，宗羲以其与《尚书》不合，尝与朱朝瑛反复辨论，谓当从班氏，以武王克商为己卯岁，历引《尚书》及《竹书纪年》以证之。此篇即答朝瑛之书。”
20. ↑  《夏商周断代工程简报》第四十八期《武王伐纣问题讨论会纪要》
21. ↑  .   [2020-04-28]. （原始内容存档于2021-04-10）.
22. ↑  陳漢章在《周書後案》中以為“方來”即紂臣“惡來”。
23. ↑  《论衡》
24. ↑  《六韜》記載：「先涉，以造於殷。甲子之日，至牧之野。……禽受（擒獲帝辛），其首於白。」
25. ↑  徐义华. 中国古史分期问题析论[J]. 中国社会科学文摘, 2021(2):2.
26. ↑  晁福林. 商代社会性质研究[J]. 史学理论研究, 1999(1):13.
27. ↑  黄现璠《中国历史没有奴隶社会》
28. ↑  唐际根《殷墟：一个王朝的背影》P58-59
29. 1 2  雒有仓. 关于商末纣军倒戈事件的重新认识[J]. 淮北煤炭师范学院学报：社会科学版, 2004, 25(3):4.
30. ↑  侯外庐. 中国思想通史.第一卷[M]. 人民出版社, 1957.
31. ↑  社科院《商代史》第十一卷第二章第五节